# Chiesa di San Zenone Vescovo (San Paolo, Italia)
La chiesa di San Zenone Vescovo è un edificio di culto cattolico di Scarpizzolo, frazione del comune italiano di San Paolo, in provincia e diocesi di Brescia. Sede parrocchiale, fa parte della zona pastorale della Bassa Occidentale.

## Storia
Anticamente, la chiesa parrocchiale di Scarpizzolo si trovava nella zona dell'attuale via XXIV Maggio, mentre sul luogo dell'edificio odierno sorgeva il castello, demolito nel 1634. Alcune tracce di affreschi sono poi riemerse durante la costruzione della chiesa, nel 1893. 
L'antico edificio è citato sin dal Catalogo capitolare del 1410, mentre nel Catalogo queriniano del 1532 è riportata l'esistenza di un giuspatronato, attribuito alla nobile famiglia dei Maggi, sulla chiesa di San Zenone. 
Al tempo della visita del cardinale Carlo Borromeo alla vicaria di Pedergnaga, nel 1580, la chiesa possedeva due altari e da essa dipendevano due edifici sacri, dedicati alla Madonna e a san Defendente. Il clero della parrocchia era, a quel tempo, composto dal solo parroco. 
Nel 1703 fu visitata dal vescovo di Brescia Daniele Marco Dolfin, che annota la presenza di due altari e di un edificio, dedicato alla Beata Vergine "della Strada", mentre la chiesa di san Defendente era stata demolita.
Nel 1789 la chiesa ricevette la visita del vescovo Giovanni Nani, che ordinò la demolizione e la ricostruzione dell'edificio in un altro luogo, ma solo tra il 1893 e il 1894 si procedette alla costruzione dell'attuale edificio.
Sul finire degli anni '60 del XX secolo venne aggiunta una mensa eucaristica rivolta al popolo, secondo quanto stabilito dal Concilio Vaticano II. Nel 1982 fu ufficialmente soppressa la fabbriceria della parrocchiale, mentre tra il 1998 e il 1999 il campanile fu oggetto di lavori di restauro.

## Descrizione

### Esterno
La chiesa, orientata lungo l'asse nord-sud, presenta un corpo centrale a croce latina, chiuso sul lato settentrionale dal presbiterio rettangolare e dall'abside semicircolare.
La facciata, sul lato meridionale, è composta da un registro unico, scandito da quattro lesene tuscaniche che racchiudono al centro il portale principale, decorato da un cornicione sormontato da un timpano triangolare, mentre ai lati si trovano due nicchie vuote. Sopra il timpano, si trova un finestrone ad arco a tutto sesto. Le lesene sono sormontate da una trabeazione, coronata da un frontone triangolare, sulla cui cima si trova una croce metallica.
Sul lato occidentale, addossato all'intersezione tra aula e presbiterio, si innalza il campanile, a base quadrata e coronato da balaustre.

### Interno
L'interno presenta una navata unica, decorata ed affrescata. Lungo i lati della navata si trovano statue raffiguranti san Giuseppe, san Luigi Gonzaga, san Rocco (opera in gesso del XVI secolo, probabilmente la più antica presente in tutto il comune) e sant'Antonio di Padova.
La chiesa possiede due altari, oltre a quello maggiore, posti sulle pareti del transetto adiacenti al presbiterio. Essi sono dedicati alla Madonna del Rosario (posto a sinistra), il quale custodisce una statua del XIX secolo raffigurante la Madonna, e al Sacro Cuore di Gesù (a destra), il quale custodisce due statue: una, raffigurante il Sacro Cuore di Gesù, coeva a quella della Madonna, mentre nel paliotto si trova l'altra scultura, raffigurante il Cristo morto.
Il presbiterio presenta elementi risalenti al Settecento e probabilmente importati dalla chiesa precedente. Il presbiterio, coperto da una volta a vela, è anticipato da balaustre policrome, in marmo di Botticino e di Verona. L'altare maggiore presenta una mensa marmorea, che presenta parti in marmo di Carrara, in marmo di Turi e in diaspro di Sicilia. Il tabernacolo è decorato ai lati da colonnine in marmo rosso, che sorreggono una piccola cupola. Alle spalle del tabernacolo, si trova la pala raffigurante la Vergine con il Bambino e San Zenone Vescovo.
Sul lato destro del presbiterio si trova la cantoria contenente l'organo, realizzato nel 1943 da Giuseppe Rotelli, riutilizzando materiale precedente.